# Jan Pieter Groot
Jan Pieter Groot, bekend geworden als J.P. Groot,  (Wognum, 29 juni 1838 – Purmerend, 26 juni 1919) was organist en muziekpedagoog.
Hij was zoon van huis- en rijtuigschilder (van rijke boeren) Pieter Groot Dirkszoon en Aafje Pels. Vader was notabele in het stadje en vermoedelijk ook organist. Broer Johannes had ook aanleg voor muziek, maar bleef schilder. Jan Pieter Groot trouwde met Aaltje Wiers.
Hij kreeg zijn muziekopleiding van Jacob Kwast in Wognum en zat al op jonge leeftijd achter het Knipscheerorgel van de Hervormde kerk aldaar. In 1864 vertrok hij naar Steenwijk om er muziekdirecteur en organist te worden, trok in rond 1867 naar Bolsward (Martinikerk) om in 1876 thuis te komen in Purmerend. Hij werd aldaar organist van de Sint-Nicolaaskerk, dirigent bij Het Stedelijk Muziekcorps Purmerend, en koren "Nicolaï" en "Oefening baart kunst". 
Naast genoemd werk componeerde Jan Pieter Groot ook een aantal werken voor gemengd, mannen- en kinderkoor, een cantate voor koor en orkest (Landbouwtentoonstelling, 1885), voor harmonieorkest, voor piano en een Fuga in F en een Improvisatie voor orgel. Weinig daarvan is uitgegeven en terug te vinden. Hij schreef ook enkele artikelen over orgelbouw, concertverslagen en muziekconcoursen. Voorts was hij oprichter van de provinciale bond voor harmonie- en fanfareorkest Noord-Holland. 
Zangers Anna Kappel (ze werd vergeleken met Aaltje Noordewier-Reddingius) en Jan Brugge waren leerlingen van hem met wie hij ook wel concerteerde. Purmerend kent een J.P. Grootstraat, gelegen tussen de Johan Wagenaarstraat en Jan Pieterszoon Sweelinckstraat.
- International Standard Name Identifier: 0000 0003 9587 1441
- Nederlandse Thesaurus van Auteursnamen: 195135954
- Virtual International Authority File: 290626944
- WorldCat: E39PBJdcB39M7Bm7cYxGdhJJjC